# Une (Cundinamarca)
Pour les articles homonymes, voir Une.
Une est une municipalité située dans le département de Cundinamarca, en Colombie.